# Ralph Bowman
Pour les articles homonymes, voir Bowman.
Pour l'entraîneur de hockey sur glace, voir Scotty Bowman.
Ralph Bowman, surnommé Scotty, (né le 20 juin 1911  à Winnipeg dans le Manitoba au Canada — mort le 22 octobre 1990) est un joueur professionnel canadien de hockey sur glace.

## Biographie

### Carrière
Bowman commence sa carrière en jouant dans la Ligue de hockey de l'Ontario qui se nomme alors l'Association de hockey de l'Ontario en 1929-30. En 1933, il joue la Coupe Memorial avec son équipe junior. Il signe un contrat en 1933-1934 avec les Sénateurs d'Ottawa de la Ligue nationale de hockey. Les finances des Sénateurs sont tellement en mauvais état que lors de la seconde saison qu'il joue dans la franchise, l'équipe est relocalisée et prend le nom d'Eagles de Saint-Louis. Le 13 novembre 1934, il est le premier joueur de l'histoire à inscrire un tir de pénalité contre les Maroons de Montréal.
Le transfert n'arrange pas les choses et le 11 février 1935, il est vendu en compagnie de Syd Howe aux Red Wings de Détroit pour la somme de 50 000 $ ainsi que Ted Graham. Il fait partie de l'équipe aux cours des quatre saisons qui vont suivre et remporte la Coupe Stanley à deux reprises en 1936 et 1937. Il met fin à sa carrière dans la LNH au cours de la saison 1939-1940, consacrant les trois saisons suivantes dans la Ligue américaine de hockey pour différentes équipes. Il meurt le 22 octobre 1990.

### Trophées et honneurs
- Vainqueur de la Coupe Stanley avec les Red Wings de Détroit en 1936 et 1937
- Membre du temple de la renommée du hockey du Manitoba[2]

## Statistiques
| Saison     | Équipe                     | Ligue          |     | Saison régulière | Saison régulière | Saison régulière | Saison régulière | Saison régulière |   | Séries éliminatoires | Séries éliminatoires | Séries éliminatoires | Séries éliminatoires | Séries éliminatoires |
| Saison     | Équipe                     | Ligue          | PJ  | B                | A                | Pts              | Pun              | PJ               | B | A                    | Pts                  | Pun                  |                      |                      |
| 1929-1930  | Canoë Club de Parkdale     | OHA            | 8   | 1                | 1                | 2                | 20               | 3                | 0 | 0                    | 0                    | 2                    |                      |                      |
| 1930-1931  | Cataracts de Niagara Falls | OHA            | 7   | 10               | 1                | 11               | 2                | 2                | 1 | 0                    | 1                    | 0                    |                      |                      |
| 1931-1932  | Cataracts de Niagara Falls | OHA            | 18  | 1                | 1                | 2                | 28               | 2                | 0 | 0                    | 0                    | 8                    |                      |                      |
| 1932-1933  | Cataracts de Niagara Falls | OHA            | 19  | 3                | 0                | 3                | 49               | 5                | 1 | 0                    | 1                    | 2                    |                      |                      |
| 1933       | Cataracts de Niagara Falls | Coupe Memorial | 6   | 0                | 1                | 1                | 4                | -                | - | -                    | -                    | -                    |                      |                      |
| 1933-1934  | Sénateurs d'Ottawa         | LNH            | 46  | 0                | 2                | 2                | 64               | -                | - | -                    | -                    | -                    |                      |                      |
| 1934-1935  | Eagles de Saint-Louis      | LNH            | 31  | 2                | 2                | 4                | 51               | -                | - | -                    | -                    | -                    |                      |                      |
| 1934-1935  | Red Wings de Détroit       | LNH            | 13  | 1                | 3                | 4                | 21               | -                | - | -                    | -                    | -                    |                      |                      |
| 1935-1936  | Red Wings de Détroit       | LNH            | 48  | 3                | 2                | 5                | 44               | 7                | 2 | 1                    | 3                    | 2                    |                      |                      |
| 1936-1937  | Red Wings de Détroit       | LNH            | 37  | 0                | 1                | 1                | 24               | 10               | 0 | 1                    | 1                    | 4                    |                      |                      |
| 1937-1938  | Red Wings de Détroit       | LNH            | 45  | 0                | 2                | 2                | 26               | -                | - | -                    | -                    | -                    |                      |                      |
| 1938-1939  | Red Wings de Détroit       | LNH            | 43  | 2                | 3                | 5                | 26               | 5                | 0 | 0                    | 0                    | 0                    |                      |                      |
| 1939-1940  | Red Wings de Détroit       | LNH            | 11  | 0                | 2                | 2                | 4                | -                | - | -                    | -                    | -                    |                      |                      |
| 1939-1940  | Capitals d'Indianapolis    | IAHL           | 12  | 1                | 2                | 3                | 8                | 5                | 0 | 0                    | 0                    | 0                    |                      |                      |
| 1940-1941  | Hornets de Pittsburgh      | LAH            | 48  | 1                | 4                | 5                | 14               | 5                | 0 | 0                    | 0                    | 0                    |                      |                      |
| 1941-1942  | Ramblers de Philadelphie   | LAH            | 55  | 3                | 6                | 9                | 92               | -                | - | -                    | -                    | -                    |                      |                      |
| 1941-1942  | Reds de Providence         | LAH            | 2   | 0                | 0                | 0                | 0                | -                | - | -                    | -                    | -                    |                      |                      |
| 1942-1943  | Bears de Hershey           | LAH            | 11  | 0                | 3                | 3                | 2                | -                | - | -                    | -                    | -                    |                      |                      |
| 1942-1943  | Lions de Washington        | LAH            | 36  | 1                | 11               | 12               | 12               | -                | - | -                    | -                    | -                    |                      |                      |
| Totaux LNH | Totaux LNH                 | Totaux LNH     | 274 | 8                | 17               | 25               | 260              | 22               | 2 | 2                    | 4                    | 6                    |                      |                      |